# Гуйер, Олдржих
О́лдржих Гу́йер (чеш.  Oldřich Hujer; 25 ноября 1880, Пацержице — 4 июня 1942, Прага) — чешский лингвист, индоевропеист, профессор Карлова университета.

## Биография
После окончания гимназии в Пршибраме (1899) изучал языкознание на философском факультете Карлова университета, где среди его учителей были Ян Гебауэр и Йозеф Зубатый, а в 1905 году защитил диссертацию из области сравнительного языкознания. В 1909—1910 гг. был на учёбе в Германии (Лейпциг, Берлин), прошёл хабилитацию благодаря сочинению о славянском склонении, в 1911 году получил звание доцента, а в 1919 году профессора сравнительной грамматики индоевропейских языков. Читал лекции также в в университете в Брне, был членом чешской, польской и болгарской академий наук, а лондонского Philological Society. Редактировал «Příruční slovník jazyka českého» и ряд филологических журналов (Listy filologické, Slavia, Naše řeč и др.), участвовал в создании Оттовского научного словаря (чеш. Ottův slovník naučný), а также Масарикова словаря (чеш. Masarykův slovník naučný).

## Труды
Занимался в основном сравнительной грамматикой индоевропейских языков с особым вниманием к славянской группе, историей чешского языка и балтийскими языками. Изначально был младограмматиком, но усовершенствовал и улучшил младограмматические методы исследования.
Важнейшие сочинения:
- Slovanská deklinace jmenná («Славянское именное склонение»). Praha: Rozpravy ČAV, 1910.
- Úvod do dějin jazyka českého («Введение в историю чешского языка»). Praha 1914, 1926 и 1946.

## Избранные статьи
- Ottův slovník naučný, статья Hujer. Sv. 28, str. 606
- Ottův slovník naučný nové doby, статья Hujer Oldřich. Sv. 4, str. 1273
- Československé práce o jazyce, dějinách a kultuře slovanských. Praha: SPN 1972. Статья Oldřich Hujer, стр. 175n.